# Leucobrephos hoyi
Leucobrephos hoyi là một loài bướm đêm trong họ Geometridae.